# Bryomima carducha
Bryomima carducha är en fjärilsart som beskrevs av Otto Staudinger 1899. Bryomima carducha ingår i släktet Bryomima och familjen nattflyn. Inga underarter finns listade i Catalogue of Life.